# Hondón de los Frailes
Hondón de los Frailes è un comune spagnolo situato nella parte interna della provincia di Alicante, nella comarca del Vinalopó Mitjà, nella Comunità Valenciana. Ha 1 214 abitanti (INE 2009), su una superficie di 12,6 km², il suo clima è arido mediterraneo e si trova a 415 metri sul livello del mare, a 45 km da Alicante.